# Micael Borges
Micael Borges, nome completo Micael Leandro Faria Borges (Rio de Janeiro, 12 dicembre 1988), è un attore e cantante brasiliano.

## Filmografia parziale

### Cinema
- City of God, regia di Fernando Meirelles e Katia Lund (2002)
- Carnaval, regia di Leandro Neri (2021)
- I vantaggi del tradimento (O lado bom de ser traída), regia di Diego Freitas (2023)

### Televisione
- Brava Gente - serial TV (2002)
- Alô Vídeo Escola - serial TV (2003)
- Caminhos do Coração - serial TV (2007)
- Malhação - serial TV (2009)
- Rebelde - serial TV (2011-2012)
- Milagres de Jesus - serial TV (2014)
- O Tempo Não Para - serial TV (2018)